# Рубо, Бенжамен
Бенжаме́н Рубо́ (фр. Benjamin Roubaud, часто подписывался просто Бенжамен; 29 мая 1811, Роквер — 13 января 1847 или 14 января 1847, Алжир) — французский художник-карикатурист и литограф.

## Биография
Сын Матьё Обера Рубо и Розали Кайоль. Учился в Париже у Луи Эрсана, с 1833 года участвовал в выставках с пейзажами, портретами, натюрмортами, жанровыми сценами. В наибольшей степени, однако, известен как карикатурист: с 1830 года сотрудничал с газетами «La Caricature» и «Le Charivari», а в 1839—1841 годах вёл серию «Panthéon charivarique» в журнале «Galerie de la presse, de la littérature et des arts».

## Галерея

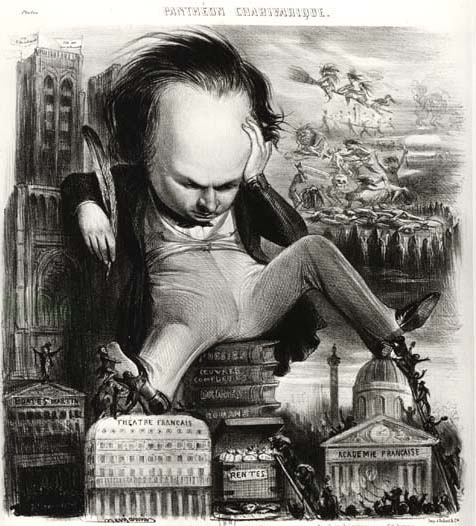
Виктор Гюго
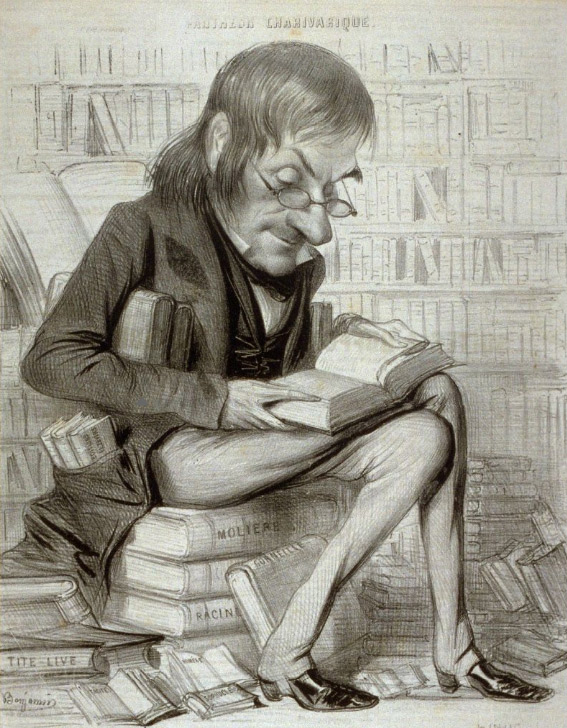
Шарль Нодье
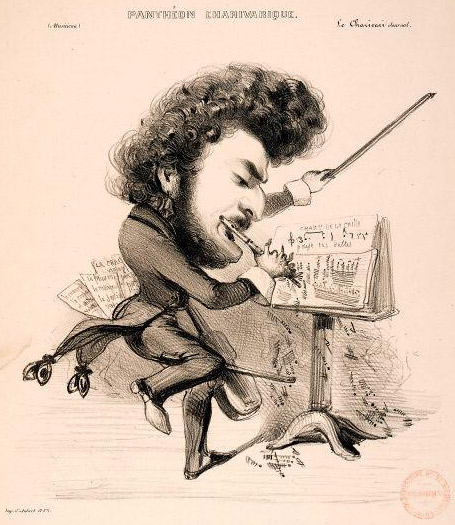
Дирижёр Луи Антуан Жюльен
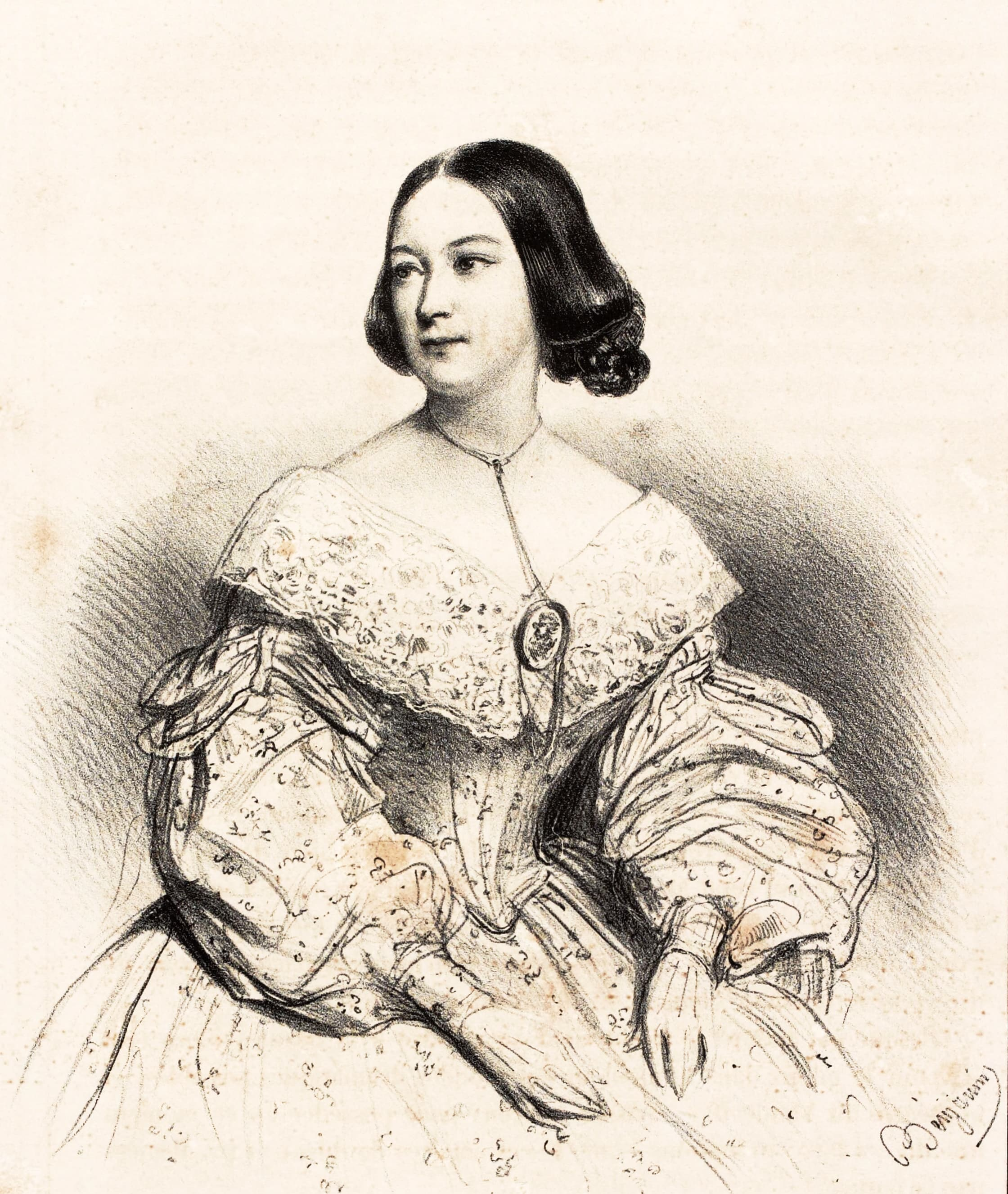
Анаис Фаргейль